# 猟奇島
『猟奇島』（りょうきとう、The Most Dangerous Game）は1932年に公開されたアメリカ合衆国の映画。原作はリチャード・コネルの短編小説『The Most Dangerous Game』。何度か映画化されているが、その最初の映画化である。娯楽としての「人間狩り」をテーマとしたスリラー。出演はジョエル・マクリー、レスリー・バンクス、『キング・コング』からフェイ・レイとロバート・アームストロング。『キング・コング』の監督コンビ、アーネスト・B・シュードサックとメリアン・C・クーパーが製作。夜間に『キングコング』のジャングルのセットを使って撮影した。

## あらすじ
1932年、高名なハンターのボッブ・レインスフォードを乗せた豪華ヨットが南米沖で座礁。他の乗員が鮫に食われる中、ボッブは泳いで孤島に辿り着く。

ジャングルの中を進むと、屋敷を見つける。屋敷の主人のザロフ伯爵はロシア貴族で狩りが趣味。もちろん、ボッブのことも知っていた。

屋敷には先客がいた。マーティンとイーヴのトローブリッジ兄妹で、二人も船が難破して、この島に漂流していた。

あらゆる猛獣を狩り尽くしたザロフ伯爵は「最も危険なゲーム（獲物）」を欲していた。それは――人間。

ザロフ伯爵の恐怖の「人間狩り」がいま幕を開けた。

## キャスト
- ボッブ・レインスフォード - ジョエル・マクリー
- イーヴ・トローブリッジ - フェイ・レイ
- ザロフ伯爵 - レスリー・バンクス
- マーティン・トローブリッジ - ロバート・アームストロング
- イワン - ノーブル・ジョンソン（英語版）

## 興行成績
公開の最初の年に70,000ドルの利益を上げた。

## 影響
デヴィッド・フィンチャーの映画『ゾディアック』の犯人の手紙の文面にこの映画に言及していると思われるシーンがある。（ゾディアック事件も参照）

## ギャラリー
- 『猟奇島』全編（動画、字幕なし）

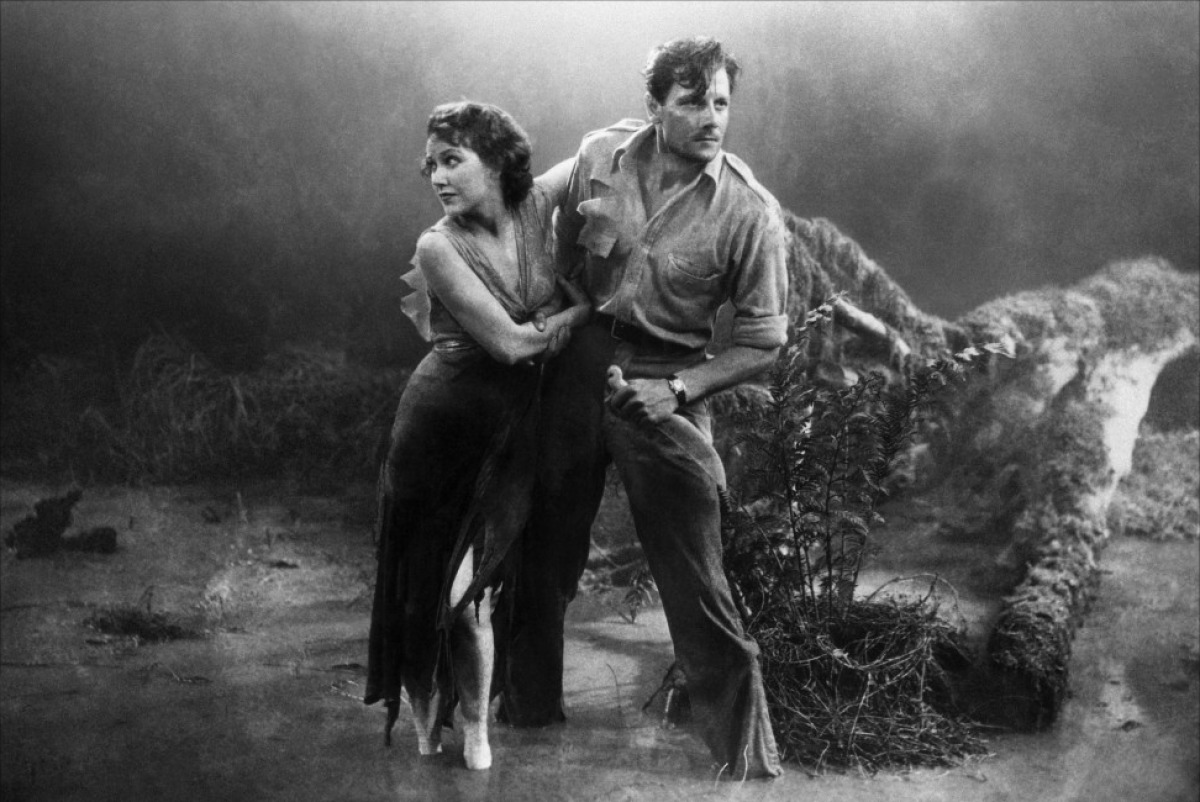
フェイ・レイ（右）とジョエル・マクリー
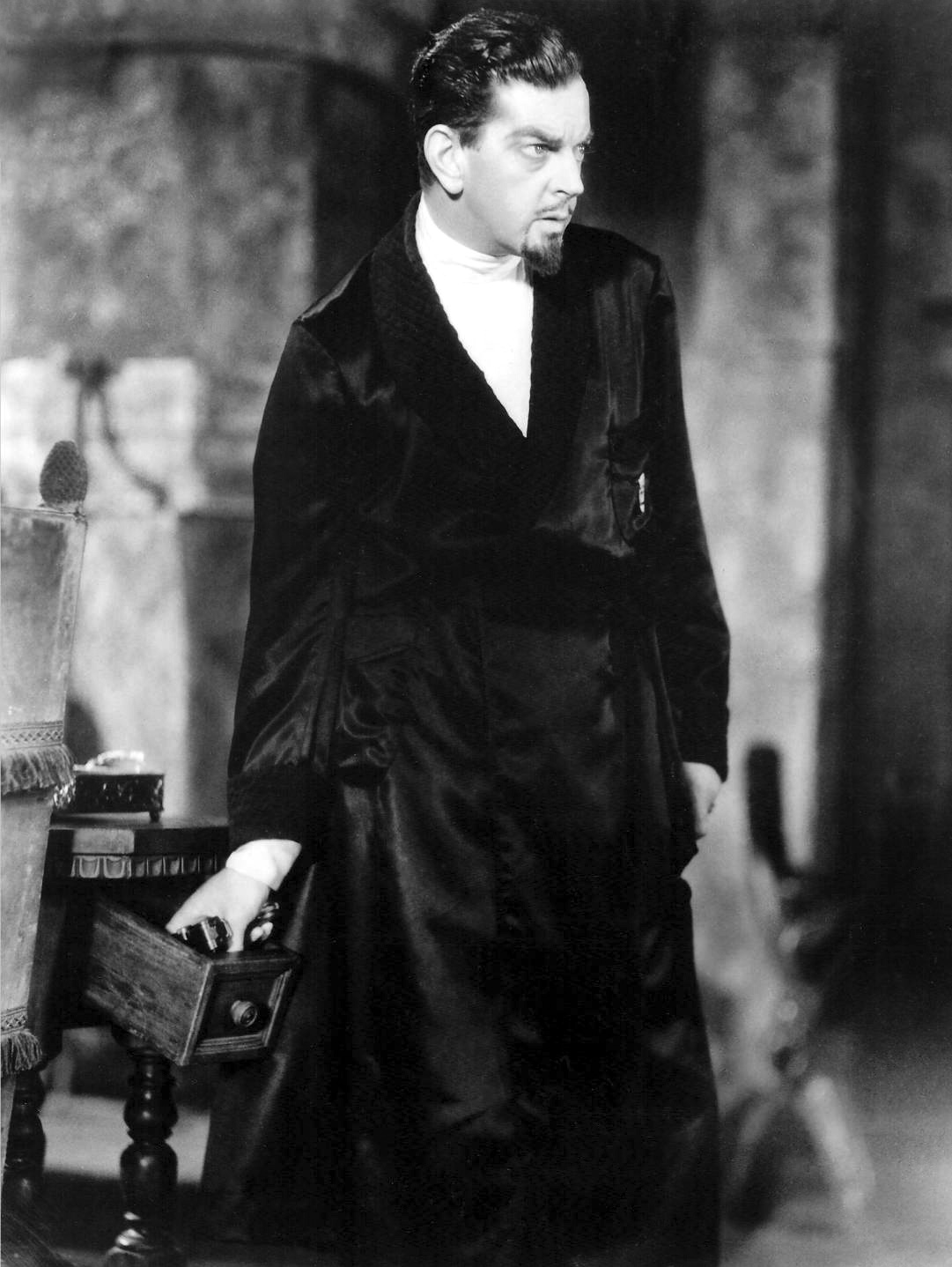
レスリー・バンクス
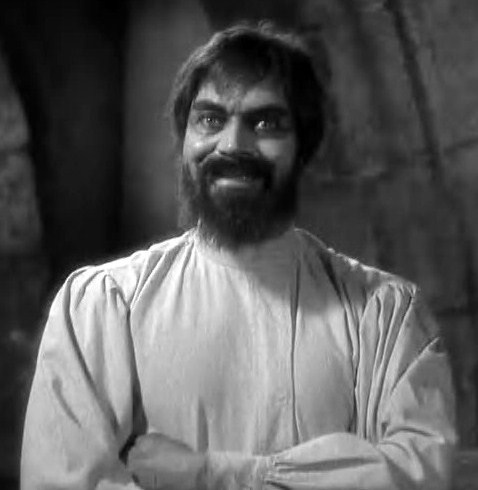
ノーブル・ジョンソン